# قائمة التخصصات الأكاديمية

## علوم طبيعية

### علم الفلك
- علم الاحياء الفلكي
- فيزياء فلكية
  - علم الفلك الثقالي
    - ثقب أسود

  - وسط بين-نجمي
  - محاكاة رقمية مباشرة في
    - بلاسما فيزيوفلكية
    - تشكل وتطور المجرات
    - فيزياء فلكية عالية الطاقة
    - هيدروديناميك
    - هيدروديناميك مغناطيسي
    - تشكل النجوم

  - علم الفلك الفيزيائي
  - فيزياء فلكية نجمية
    - علم الزلازل الشمسيهHelio-seismology
    - تطور نجمي
    - اصطناع نووي نجمي
- الرصد الفلكي
  - الرصد الفلكي بأشعه جاما
  - الرصد الفلكي بالاشعه تحت الحمراء
  - الرصد الفلكي بالموجات الصغرية
  - الرصد الفلكي البصري
  - الرصد الفلكي بالموجات الراديوية
  - الرصد الفلكي بالاشعه فوق البنفسجيه
  - الرصد الفلكي بالاشعه السينية

### علم الأحياء
- علم الأحياء الهوائية
- تشريح Anatomy
  - تشريح مقارن
  - تشريح الإنسان
- تواصل حيواني
- كيمياء حيوية
- معلوماتية حيوية
- فيزياء حيوية
- علم النبات Botany
- علم الأحياء الخلوي
- ساعة بيولوجية
- علم الأحياء البردي

| - علم البيئة Ecology - علم البيئة البشري - بيئة المناظر الطبيعية - علم الغدد الصم Endocrinology - علم الحشرات - علم الأحياء التطوري Evolutionary biology - علم الوراثة Genetics - علم الأحياء البشري Human biology - تشريح الإنسان Human anatomy - علم المسطحات المائية الداخلية - نظام لينيوس - علم الأحياء البحري Marine biology - علم الأحياء الدقيقة Microbiology - علم الأحياء الجزيئي Molecular biology - علم الفطريات - علوم عصبية Neuroscience - علم الطيور - علم الأحياء القديمة - علم الطفيليات - علم الأمراض - علم الطحالب - فيزيولوجيا - فيزيولوجيا الإنسان - علم الفيروسات Virology - علم الفيروسات الجزيئي Molecular Virology - Epidemial Virology - علم الأحياء الغريب - علم الحيوان - علم دراسة الحيوانات الخفية - علم الحشرات - علم الزواحف والبرمائيات - علم الأسماك - علم بيض الطيور - علم الطيور - علم الرئيسيات - تشريح انظر أيضا: #علم الإنسان، #علم النفس | - كيمياء تحليلية - كيمياء حيوية - علم المواد - معلوماتية كيميائية - كيمياء حاسوبية - كيمياء كمومية - كيمياء لاعضوية - كيمياء عضوية - كيمياء فيزيائية - كيمياء نظرية - صوتيات Acoustics - فيزياء فلكية Astrophysics - فيزياء ذرية وجزيئية وبصرية - فيزياء حيوية - فيزياء نظرية - فيزياء حاسوبية - فيزياء المادة المكثفة - فيزياء كمومية - تبريد عميق - ديناميك الموائع - فيزياء طبية - علم المواد - ميكانيك نيوتن - بصريات - فيزياء نووية - فيزياء البلاسما - فيزياء الجسيمات - ديناميك المركبات | - علم تأثير التربة - علوم بيئية Environmental science - جيوديسي Geodesy - جغرافيا Geography - جيولوجيا Geology - كيمياء جيولوجية Geochemistry - مورفولوجيا جيولوجية Geomorphology - فيزياء جيولوجية Geophysics - علم الجليد - هيدروجيولوجيا - علم المياه - علم الطقس Meteorology - علم المعادن Mineralogy - علم البحار - Pedology - علم الأحياء القديمة - علم الكواكب - علم الرواسب - علم التربة Soil science |

## العلوم الرسمية أو الشكلية
| - الجبر Algebra - رياضيات تطبيقية - تحليل - التفاضل والتكامل Calculus - نظرية الألعاب Game theory - هندسة رياضية Geometry - نظرية المعلومات Information theory - نظرية الأعداد Number theory - نظرية الاحتمالات Probability theory - إحصاء - طوبولوجيا - جبر خطي - هندسة فراغية - حساب مثلثات - لقوائم أكثر شمولا قائمة المواضيع الرياضية، وقائمة القوائم الرياضية. انظر أيضا : AMS آ إم إس تصنيف المواضيع الرياضية | - خوارزميات - ذكاء اصطناعي - معلوماتية حيوية - معلوماتية كيميائية - أمان الحاسب - حوسبة - نظرية التعقيد - علم التعمية - أنظمة موزعة Distributed systems - العتاد الصلب Computer hardware - برمجة (انظر قائمة لغات البرمجة) - طرق شكلية Formal methods - أنظمة معلومات Information systems - روبوت Robotics - تحليلات الرؤية Visual Analytics - تواصل حاسوبي بشري Human-computer interaction انظر أيضا: ACM نظام تصنيف مواضيع الحوسبة |

## علوم اجتماعية
| - علم الإنسان الحيوي Biological anthropology - علم الإنسان الإجرامي Forensic anthropology - تطور مزاوج جيني-ثقافي Dual inheritance theory = Gene-culture coevolution - علم البيئة السلوكي الإنساني Human behavioral ecology - تطور الإنسان Human evolution - علم الوراثة المجموعي Population genetics - علم الرئيسيات Primatology - لسانيات إنسانية Anthropological linguistics - لسانيات متزامنة (ٍ أو Descriptive linguistics) - لسانيات Diachronic linguistics (أو لسانيات تاريخية) - تعليمي Educational - لسانيات عرقية Ethnolinguistics - لسانيات اجتماعية Sociolinguistics - علم الآثار Archeology - علم الإنسان الثقافي Cultural anthropology - علم الإنسان الديني Anthropology of religion - أنثروبولوجيا التقنية Anthropology of technology - علم الإنسان الاقتصادي Economic anthropology - وصف الأعراق البشرية - تاريخ عرقي Ethnohistory - علم الأعراق Ethnology - علم الموسيقى العرقي Ethnomusicology - علم الأساطير Mythology - علم الإنسان السياسي Political anthropology - علم الإنسان النفسي Psychological anthropology - علم الإنسان المدني Urban anthropology - علم الإنسان التاريخي Historical anthropology - علم الإنسان الطبي Medical anthropology - اتصالات حيوانية Animal communication - نظرية المعلومات Information theory - تواصل بين الأفراد Interpersonal communication - تسويق Marketing - إعلام موجه Propaganda - شؤون عامة Public affairs - دبلوماسية عامة Public diplomacy - علاقات عامة Public relations - كتابة تقنية Technical Writing - تواصل لاحرفي Nonverbal communication - تواصل كلامي Speech communication - اتصال عن بعد Telecommunication - اتصال عن طريق الحاسب Computer-mediated communication - إدارة نظم الاتصالات البعيدة Telecommunications Systems Management - الاقتصاد القياسي Econometrics - نظرية الألعاب Game theory - نظرية التطوير البشري Human development theory - اقتصاديات العمل Labour economics - اقتصاد جزئي Microeconomics - اقتصاد كلي Macroeconomics - الاقتصاد الدولي International economics - اقتصاد الموارد Resource economics - تنمية اقتصادية Development economics - اقتصاد مالي Financial economics - اقتصاد نقدي Monetary economics - دراسات أمريكية آسيوية Asian American Studies - دراسات سوداء أو دراسات الأفروأمريكان - Chicano Studies - Latino/a Studies - دراسات الأمريكيين الأصليين - علم الموسيقى العرقي Ethnomusicology - فلكلور Folklore | - تاريخ قديم Ancient history - تاريخ دبلوماسي Diplomatic history - تاريخ عرقي Ethnohistory - تاريخ أوروبي European history - تاريخ العلوم والتقنية History of science and technology - تاريخ عسكري Military history - تاريخ حديث Modern history - علم الخرائط - جغرافيا بشرية Human geography - جغرافيا ثقافية Cultural geography - جغرافيا أنثوية Feminist geography - جغرافيا اقتصادية Economic geography - جغرافيا تنموية Development geography - جغرافيا تاريخية Historical geography - جغرافيا زمنية Time geography - جغرافيا سياسية & سياسيات جغرافية geopolitics - جغرافيا عسكرية Military geography - جغرافيا استراتيجية Strategic geography - جغرافيا المجموعات Population geography - جغرافيا اجتماعية Social geography - جغرافيا سلوكية Behavioral geography - جغرافيات الأطفال Children's geographies - جغرافيا صحية Health geography - جغرافيا سياحية Tourism geography - جغرافيا مدنية Urban geography - جغرافيا بيئية Environmental geography - جغرافيا فيزيائية Physical geography - جغرافيا حيوية Biogeography - علم المناخ Climatology - علم المناخ القديم - جغرافيا شاطئية Coastal geography - مورفولوجيا جغرافية Geomorphology - جيوديسي Geodesy - علم المياه/علم وصف المياه - علم الجليد - علم المسطحات المائية الداخلية - علم البحار - بيئة المناظر الطبيعية - جغرافيا قديمة - جغرافيا مناطقية Regional geography - لسانيات تطبيقية Applied Linguistics - لسانيات تارخية Historical linguistics - لسانيات بينية = لسانيات بين-لغوية Interlinguistics - مورفولوجيا - فونيتيك = علم الصوتيات Phonetics - فونولوجيا Phonology - براغماتيك Pragmatics - سيمانتيك Semantics - لسانيات اجتماعية Sociolinguistics - صياغة الجمل = نحو Syntax - تربية مدنية - علاقات دولية International relations - فلسفة سياسية Political philosophy - تحليل سياسي - سياسة عامة Public policy - علوم سياسية في التعليم | - علم النفس السلوكي Behaviorism = Behavioural psychology - علم النفس التعرفي Cognitive psychology - علوم التعرف أو التعرفيات Cognitive science - علم النفس التفاضلي Differential psychology - علم النفس التنموي Developmental psychology - علم النفس التطوري Evolutionary psychology - علم النفس التطوري التنموي Evolutionary developmental psychology - علم النفس التربوي التنموي Evolutionary educational psychology - علم النفس التجريبي Experimental psychology - اتصال داخل-فردي Intrapersonal communication - علم النفس العصبي Neuropsychology - علم النفس التنظيمي والصنناعي Industrial and organizational psychology أو علم النفس التنظيمي - علم الأبراج النفسي* Psychological astrology - علم نفس العمل Psychology of work - باراسايكولوجي* Parapsychology - تحليل نفسي Psychoanalysis - علم النفس الكمي Quantitative psychology - علم النفس الاجتماعي Social psychology - علم الرايات* لقائمة أشمل انظر : حقول علم الاجتماع Subfields of sociology - سلوك جمعي Collective behavior - علم الاجتماع الحاسوبي Computational sociology - علم الاجتماع البيئي Environmental sociology - تآثرية Interactionism - تطوير اقتصادي Economic development - علم الاجتماع الاقتصادي Economic sociology - علم الاجتماع الأنثوي Feminist sociology - وظيفية Functionalism - دراسات مستقبلية Future studies - علم البيئة البشري Human ecology - علم الاجتماع الصناعي Industrial sociology - علم اجتماع الإعلام Media Sociology - علم الاجتماع الطبي Medical sociology - علم الاجتماع السياسي Political sociology - تقدير البرنامج Program evaluation - علم الاجتماع العمومي Public sociology - علم الاجتماع الصرف Pure sociology = علم الاجتماع البحت - Rural Sociology - دراسات اجتماعية Science studies - دراسات العلوم والتكنولوجيا Science and technology studies - تغير اجتماعي Social change - ديمغرافيا اجتماعية Social demography - لامساواة اجتماعية Social inequality - حركات اجتماعية Social movements - النظرية الاجتماعية Social theory - علم الأحياء الاجتماعي Sociobiology - علم اجتماع الثقافة Sociology of culture - علم اجتماع النزاع Sociology of conflict - انحراف اجتماعي - علم اجتماع الكوارث Sociology of disaster - علم اجتماع العائلة Sociology of the family - علم اجتماع الأسواق Sociology of markets - علم اجتماع الدين Sociology of religion - علم اجتماع الرياضة Sociology of sport - دراسات مدنية Urban studies أو علم الاجتماع المدني Urban sociology - علم الاجتماع المرئي Visual sociology |

## إنسانياتوفنون
| - دراسات أمريكية - دراسات أفريقية - دراسات آسيوية - دراسات كاثوليكية - دراسات كندية - دراسات صينية - دراسات أوروبية شرقية - دراسات الإسبرانتو - دراسات ألمانية - دراسات دولية - دراسات يابانية - دراسات أمريكية لاتينية - دراسات شرق أوسطية - دراسات إسلامية - دراسات روسية - دراسة تاريخ الفن - مدرسة الفنون - فنون مرئية - بكالوريوس الفنون الجميلة - تصوير (فنون تشكيلية) - تصوير - عمل غير روائي إبداعي - خيال writing - غير خيال writing - عمل غير روائي إبداعي - شعر (أدب) composition - كتابة السيناريو - فن الرقص - Dance analysis - Dance notation - Dance studies - Ethnochoreology - تاريخ الرقص - Performance, somatic practice also see Literature and لغويات - English لغويات - English لسانيات اجتماعية - تحليل الخطاب in English - دراسات التركيب - World Englishes - History of the لغة إنجليزية - Teaching لغة إنجليزية - أدب أمريكي - الأدب الأفريقي-أمريكي - Jewish American literature - Southern literature - الأدب الأسترالي - أدب بريطاني (literature outside England may be written in لغات كلتيةs) - أدب إنجليزي - Northern Ireland literature - الأدب الإسكتلندي - أدب ويلزي ‏ - أدب كندي (a significant amount of Canadian literature is also written in لغة فرنسية) - أدب هندي - أدب أيرلندا - أدب نيوزيلندي - أدب نيجيري ‏ | - أنيمشن أو تحريك رسومي - دراسات أحرار الجنس - دراسات المرأة See entry under Social sciences See entry under Social sciences - دراسات إنجليزية - أدب مقارن - مصاحبة - Arts leadership - موسيقى الحجرة - موسيقى مسيحية - تأليف موسيقي - قائد فرقة موسيقية - قائد فرقة موسيقية - Orchestral conducting - Wind ensemble conducting - موسيقى مبكرة - Jazz studies and new media - تربية موسيقية - Music theory pedagogy - تاريخ الموسيقى - نظرية الموسيقى - علم الموسيقى - علم موسيقى الشعوب - Performance and literature - Organ and historical keyboards - رينزو بيانو - Strings, harp, and guitar - Voice - Woodwinds, brass, and percussion - Orchestral studies | - جماليات - الفلسفة القارية - فلسفة شرقية - نظرية المعرفة - أخلاقيات - فلسفة نسوية - علم التأويل - فلسفة - منطق - ما وراء الطبيعة - فلسفة التربية - فلسفة اللغة - فلسفة الرياضيات - فلسفة العقل - فلسفة الدين - فلسفة العلوم - فلسفة السياسة - مقارنة الأديان - علم اللاهوت المسيحي - ملاك - علم الإنسان - ببليوجرافيا - قانون كنسي - Catholic studies - تاريخ كنيسة - كرستولوجيا - دراسات كنسية - علم الأخرويات - وجهة النظر المسيحية للخطية - علم الكائنات الروحية - علم الخلاص - ثيوديسيا - Law and Gospel - أخلاقيات - Homiletics - دراسات إسلامية - حديث نبوي - تاريخ إسلامي - فقه إسلامي - القرآن - Jewish Studies - بيبل - هالاخاه - تاريخ يهودي - فلسفة يهودية - أدب يهودي - قبالة - مدراش - تلمود - Liturgics - علم الأساطير - إلهيات - علم التنجيم* - كهانة* - روحيات* - أخلاق مسيحية - Mystical theology* - غموضية* - علم الأعداد* - Occult topics* - روحانية - تعاليم باطنية غربية* - تاريخ المسرح - تمثيل - مخرج مسرحي - تصميم - الدراماتورج |

## اختصاصات/علوم تطبيقية/فنون تطبيقية
| - علم الإنتاج النباتي - علم حيوان - Agrology - اقتصاد زراعي - زراعة مائية - تربية النحل (تربية النحل) - بستنة - علم النبات - المنح الدراسية في المحاسبة - أخلاقيات الأعمال - تمويل - Hospitality Business - العلاقات الصناعية ‏ - مفاوضة مشتركة - موارد بشرية - سلوك تنظيمي - International and comparative labor - اقتصاديات العمل - Labor history - Labor statistics - نظم معلومات - إدارة - تسويق - تصنيع - تخطيط عمراني - تصميم عمراني - تصميم صناعي، تصميم المنتجات - اتصال بصري، تصميم الجرافيك، تصميم واجهة - عمارة - تصميم داخلي (also see family and consumer science below), Interior Architecture - تصميم المناظر الطبيعية - تخطيط المناظر الطبيعية - تصميم أزياء، Textile design - المناهج وطرق التدريس - تعليم أساسي (تعليم أساسي & مدرسة ثانوية) - Middle school education - تعليم ثانوي - تعليم عال - Adapted physical education - تعليم زراعي - تعليم الفنون البصرية - التعليم ثنائي اللغة - تعليم الكيمياء - تعليم اللغات الأجنبية - التعليم القانوني - تعليم الرياضيات - التعليم الطبي - تعليم وتدريب عسكري - تربية موسيقية - التثقيف في مجال السلام - تعليم جسدي - تعليم الفيزياء - تعلم القراءة - تعليم ديني - تعليم العلوم - تربية جنسية - تعليم التقنية - تعليم مهني - القيادة التربوية - علم النفس التربوي - تكنولوجيا التعليم - هندسة سمعية - هندسة زراعية - هندسة معمارية - هندسة حيوية - مادة حيوية - هندسة طبية حيوية - هندسة كيميائية - هندسة مدنية - مهندس قتالي - هندسة الحاسوب - هندسة التحكم - هندسة النظم البيئية - هندسة كهربائية - هندسة الإلكترونيات - Microelectronics and semiconductor engineering | - فيزياء هندسية - هندسة بيئية - هندسة صناعية - علم المواد - سيراميك هندسي - علم الفلزات - هندسة البوليمرات - هندسة ميكانيكية - هندسة المعادن والمناجم - هندسة نووية - هندسة بحرية - هندسة بصرية - هندسة الجودة - هندسة النفط - إنسالية - هندسة وقائية - هندسة اتصالات - هندسة النقل - هندسة الطيران والفضاء الجوي - هندسة السيارات - هندسة معمارية بحرية - الهندسه البحرية - هندسة معمارية بحرية - Foodservice management - مدير الفندق - تثقيف المستهلكين - الإسكان ‏ - تصميم داخلي (also see architecture and environmental design above) - تغذية (also see medical sciences below) - النسيجs - Forestry organisation - زراعة الغابات - العلوم الطبيه - طب الأسنان:Dentistry - صحة الأسنان:Dental hygiene - جراحة الاسنان:Dental surgery - طب الأسنان الترميمي وعلاج الجذور:Endodontics - تقويم الأسنان:Orthodontics - جراحة الفم والوجه والفكين Oral and maxillofacial surgery - طب أسنان الأطفال Pediatric Dentistry - علم أمراض النسج الداعمة Periodontics - التعويظات السنية Prosthodontics - زراعة الأسنان (Dental implant (Implantology - الطب البشري - امراض القلب - علم الغدد الصم والسكري - وبائيات - الطب الشرعي Forensics - طب الشيخوخة Geriatrics - علم الدم - طب باطني - علوم الصحة - أمراض الكلى Nephrology - المخ والاعصاب - جراحة المخ وا الاعصاب - جراحة العظام - علم الأمراض - طب الأطفال - طب نفسي (انظر أيضاً: حركة معارضة الطب النفسي) - طب الروماتزم - جراحة - طب الجهاز البولي - قبالة - التمريض - الطب البيطري - علم التغذية (انظر أيضاً علوم العائلة والاستهلاك اعلاه) - تصحيح البصر - الصيدلية - علم الصيدلة - العلاج الطبيعي - الصحة العامة - علم أمراض النطق واللغة - تقديم وإذاعة - إعلان - فيلم - صحافة - Broadcast journalism - New media journalism - صحافة - علاقات عامة | - قانون كنسي - قانون مقارن - القانون الدستوري - قانون مدني - Accounting law - قانون الأميرالية - مؤسسة تجارية - إجراءات مدنية - عقد (قانون) - قانون بيئي - قانون دولي - قانون العمل - قانون الملكية - القانون الضريبي - الضرر في القانون - قانون جنائي - إجراء جنائي - عدالة جنائية (also see Public Affairs and Social Work below) - شرطة علمية - علم الأدلة الجنائية - شريعة إسلامية - هالاخاه - تشريع - Manx law - فلسفة القانون - علم الأرشيف - تحليل الاستشهادات المرجعية - Citation analysis - Human information behaviors - معلوماتية - عمارة المعلومات - Informetrics - Knowledge organization - Museum informatics - Scholarly communication - ساينتومترك - سلاح المدفعية - Air force studies - حملة عسكرية - مهندس قتالي - Comparative military systems - مذهب - Force planning - نظرية الألعاب (also see economics above) - فريق أول (رتبة عسكرية) - Joint warfare studies - قيادة - سوقيات - أخلاقيات - تاريخ عسكري - مخابرات حربية - قضاء عسكري - طب عسكري - قوات بحرية - هندسة معمارية بحرية - تكتيكات بحرية - هندسة معمارية بحرية - سلاح - Special operations and low intensity conflict - إستراتيجية - تعبية عسكرية - تكتيكات بحرية - عدالة جنائية (also see Law above) - Corrections (also see Social Work below) - Nonprofit administration (also see Social Work below) - Parks and recreation management - إدارة عامة - العلاقات الصناعية ‏ (also see Business above) - رعاية الأحداث - رعاية المعاقين - رعاية الشباب - رعاية الأسرة والطفل - خدمة اجتماعية طبية - خدمة اجتماعية عمالية - خدمة اجتماعية مدرسية - Community practice - تنظيم مجتمع - سياسات إجتماعية - Human services management - دراسات غير ربحية (also see Public affairs above) - Corrections (also see Public affairs above) - دراسة الشيخوخة - صحة نفسية |

## وصلات خارجية
- Classification of Instructional Programs (CIP 2000): Developed by the U.S. Department of Education's National Center for Education Statistics to provide a taxonomic scheme that will support the accurate tracking, assessment, and reporting of fields of study and program completions activity.